# دیگه عاشق شدن
«دیگه عاشق شدن» از ترانه‌های مشهور ایرانی می‌باشد که در بیات اصفهان اجرا شده‌است و آهنگساز و ترانه‌سرای این اثر جهانبخش پازوکی می‌باشد. تاکنون خوانندگان زیادی آن را اجرا کرده‌اند اما اولین بار توسط کورس سرهنگ‌زاده (دهه ۱۳۴۰ - در فیلم مینای شهر خاموش)، مهستی و ستار در آلبوم بزم بهار عاشقان (۱۳۷۵)، مهرداد آسمانی در آلبوم خاتون (۱۳۷۶) ، جهان در آلبوم به یاد بزرگان (۱۳۸۲) و علیرضا افتخاری در آلبوم نوای اساتید (۱۳۸۷) اجرا شده‌است.شاهکار بینش پژوه نیز این ترانه را بازخوانی کرده است.

## درون مایه
این اثر در حال و هوای عاشقانه ای قرار دارد که اولین بار در یکی از صحنه‌های دراماتیک فیلم مینای شهر خاموش پخش شده‌است.

### شعر
| دیگه عاشق شدن، ناز کشیدن فایده نداره، نداره         |  | دیگه دنبال آهو دویدن فایده نداره، نداره             |
| چرا این در و اون در می‌زنی ای دل غافل                |  | دیگه دل بستن و دل بریدن فایده نداره، نداره          |
| وقتی ای دل به گیسوی پریشون می‌رسی، خودتو نگه دار     |  | وقتی ای دل به چشمون غزل خون می‌رسی، خودتو نگه دار    |
| دیگه عاشق شدن، ناز کشیدن فایده نداره، نداره         |  | دیگه دنبال آهو دویدن فایده نداره، نداره             |
| ای دل دیگه بال و پَر نداری داری پیر میشی و خبر نداری |  | ای دل دیگه بال و پَر نداری داری پیر میشی و خبر نداری |
| وقتی ای دل به گیسوی پریشون می‌رسی، خودتو نگه دار     |  | وقتی ای دل به چشمون غزل خون می‌رسی، خودتو نگه دار    |
| دیگه عاشق شدن، ناز کشیدن فایده نداره، نداره         |  | دیگه دنبال آهو دویدن فایده نداره، نداره             |